# Fethiyespor
Fethiyespor ist ein türkischer Fußballverein aus der Kreisstadt Fethiye in der Provinz Muğla. Ihre Heimspiele tragen die Blau-Weißen im Fethiye İlçe Stadı aus. Die Spieler werden von ihren Fans als die Apaçiler (deutsch Die Apachen) bezeichnet. Ein weiterer Spitzname ist Akdeniz'in Şimşekleri (deutsch Die Blitze vom Mittelmeer).

## Geschichte

### Gründung
Der Verein wurde 1933 unter dem Namen Ege Gençlerbirliği mit den Vereinsfarben Blau-Weiß und Rot von Nevzat Yergüz und weiteren acht Personen gegründet. Yergüz übernahm auch den Posten des ersten Vereinspräsidenten. Über die Jahre erfuhr der Verein mehrere Namensänderungen und erhielt letztendlich den heutigen Namen.

### Einstieg in den Profifußball
Im Sommer 1984 erhielt der Verein die Teilnahmeberücksichtigung für die dritthöchste Spielklasse (damals als 3. Futbol Ligi heute als die TFF 2. Lig bezeichnet) und damit die erste Teilnahme am türkischen Profifußball. Hier etablierte sich der Verein schnell und schaffte am Ende der Spielzeit 1994/95 den Aufstieg in die zweitklassige 2. Futbol Ligi. In dieser Liga ließ der Klub fälschlicherweise in einer Begegnung vier gelbgesperrte Spieler auflaufen und erhielt dafür vom Fußballverband eine Strafe von drei Punkten Abzug. Durch diese Punktabzüge misslang mit einem Punkt Differenz der Klassenerhalt, sodass man nach einem Jahr wieder drittklassig wurde. Anschließend spielte der Klub fünf Jahre lang in der 3. türkische Liga.

### Systembedingter Abstieg in die TFF 3. Lig
Da mit der Saison 2001/02 der türkische Profi-Fußball grundlegenden Änderungen unterzogen werden sollte, wurden bereits in der Spielzeit 2000/01 Vorbereitungen für diese Umstellung unternommen. Bisher bestand der Profifußball in der Türkei aus drei Ligen: Der höchsten Spielklasse, der einspurigen Türkiye 1. Futbol Ligi, der zweitklassigen fünfspurig und in zwei Etappen gespielten Türkiye 2. Futbol Ligi und der drittklassigen und achtgleisig gespielten Türkiye 3. Futbol Ligi. Zur Saison 2001/02 wurde der Profifußball auf vier Profiligen erweitert. Während die Türkiye 1. Futbol Ligi unverändert blieb, wurde die Türkiye 2. Futbol Ligi in die nun zweithöchste Spielklasse, die Türkiye 2. Futbol Ligi A Kategorisi (zu dt.: 2. Fußballliga der Kategorie A der Türkei), und die dritthöchste Spielklasse, die Türkiye 2. Futbol Ligi B Kategorisi (zu dt.: 2. Fußballliga der Kategorie B der Türkei), aufgeteilt. Die nachgeordnete Türkiye 3. Futbol Ligi wurde fortan somit die vierthöchste Spielklasse, die TFF 3. Lig. Jene Mannschaften, die in der Drittligasaison 2000/01 lediglich einen mittleren Tabellenplatz belegten, wurden für die kommende Saison in die neugeschaffene vierthöchste türkische Spielklasse, in die 3. Lig, zugewiesen. Fethiyespor, welches die Liga auf dem 13. Tabellenplatz beendet hatte, musste so systembedingt in die 3. Lig absteigen.

### Rückkehr in die 3. Liga
Nach dem systembedingten Zwangsabstieg in die neugegründete TFF 3. Lig spielte der Verein fünf Jahre lang in dieser Liga. Schließlich beendete die Mannschaft die Viertligasaison 2005/06 als Vizemeister und stieg in die TFF 2. Lig auf.
Die Saison 2011/12 schloss man als Tabellenvierter ab und qualifizierte sich für die Relegationsrunde, in denen der letzte Aufsteiger für die zweitklassige TFF 1. Lig durch Spiele im K.-o.-System ermittelt wird. Hier bezwang man im Viertelfinale Kızılcahamamspor und im Halbfinale Bozüyükspor. Erst im Finale der Relegation scheiterte man an Adana Demirspor mit 2:1 und verpasste so in letzter Instanz den Aufstieg in die TFF 1. Lig.

### Neuzeit

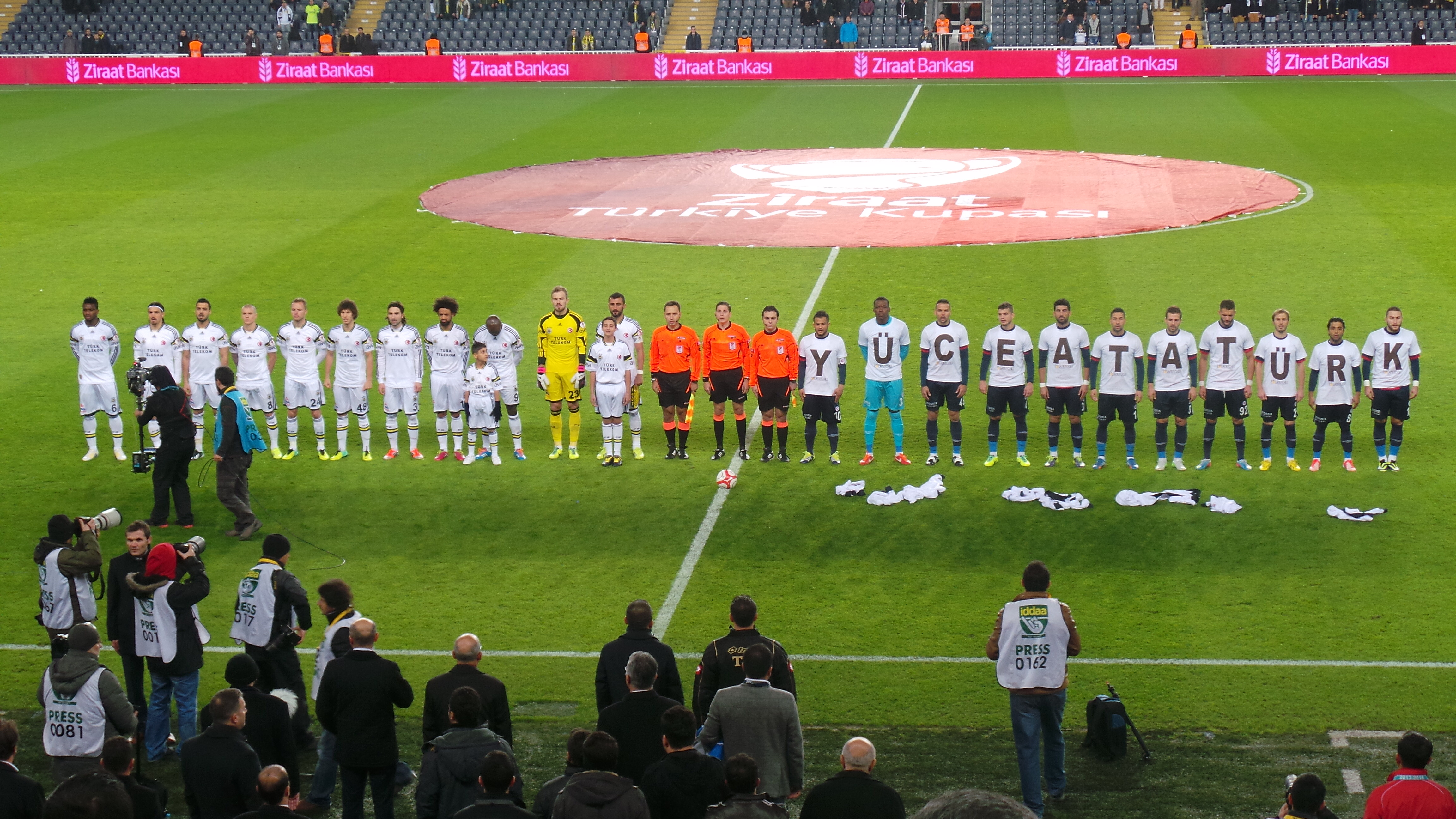
Fenerbahçe Istanbul – Fethiyespor vor dem Anpfiff der Pokalbegegnung vom 4. Dezember 2013

Den lang ersehnten Aufstieg schaffte man schließlich in der Saison 2012/13. In der Relegationsrunde, welche man als Tabellenfünfter erreichte, bezwang man im Viertelfinale İnegölspor und im Halbfinale Yeni Malatyaspor. Im Finale der Relegation machte man den Aufstieg mit dem Sieg gegen Hatayspor perfekt.
Fethiyespor erwischte in der TFF 1. Lig einen denkbar schlechten Start und belegte nach dem 13. Spieltag den letzten Tabellenplatz. Als Folge dieses Fehlstartes verließ der Aufstiegstrainer der letzten Saison, Mustafa Ceviz, den Verein und wurde durch den früheren Nationaltorhüter Engin İpekoğlu ersetzt. Nach diesem Trainerwechsel traf Fethiyespor in der 4. Runde des Türkischen Fußballpokals auf den mit neun Punkten Vorsprung Tabellenersten der Süper Lig, auf Fenerbahçe Istanbul. In einem packenden Spiel besiegte Fethiyespor auswärts den haushohen Favoriten Fenerbahçe mit 2:1 und sorgte für eines der größten Sensationen im türkischen Fußball des Jahres 2014.

## Ligazugehörigkeit
- 2. Liga: 1995–1996, 2013–2014
- 3. Liga: 1984–1995, 1996–2001, 2006–2013, 2014–2019
- 4. Liga: 2001–2006, seit 2019

## Ehemalige bekannte Spieler
- Mehmet Akyüz
- Reha Erginer
- Taner Gülleri
- Sedat İrfan
- Sinan Özkan
- Özgür Özvatan

## Ehemalige Trainer
- Mustafa Ceviz (Juni 2005 – Mai 2006)
- Yıldırım Uran (Januar 2007 – Mai 2008)
- Mustafa Ceviz (August 2008 – Oktober 2008)
- Mustafa Ceviz (Juli 2009 – Oktober 2009)
- Erkan Sözeri (Oktober 2009 – Mai 2011)
- Levent Numanoğlu (Juni 2011 – Dezember 2011)
- Beyhan Çalışkan (Dezember 2011 – Mai 2012)
- Erkan Sözeri (August 2012 – November 2012)
- Mustafa Ceviz (November 2012 – November 2013)
- Cahit Sevim 1 (November 2013)
- Engin İpekoğlu (November 2013 – September 2014)
- Beyhan Çalışkan (September 2014 – März 2016)
- Mustafa Ceviz (April 2019 – )

## Präsidenten (Auswahl)
- Ercan Saral
- Mustafa Ferizcan